# Gens Lucilia
Die gens Lucilia (deutsch Lucilier) war ein römisches Geschlecht (gens), das den Gentilnamen Lucilius trug.
Der Name war schon zur Zeit der Römischen Republik insbesondere in Italien verbreitet. Der bekannteste Namensträger war Gaius Lucilius, der Begründer der römischen Satire.
Zur Familie gehörten:
- Gaius Lucilius, Satiriker im 2. Jahrhundert v. Chr.
- Gaius Lucilius Hirrus, vermutlich Großneffe des vorigen, Vetter des Pompeius Magnus und Politiker
- Marcus Lucilius Paetus, Militärtribun aus der Zeit des Augustus
- Sextus Lucilius Bassus († 73), römischer Ritter und Flottenpräfekt
- Lucilius Iunior, der Empfänger der Epistulae morales Senecas

Frauen:
- Lucilia (Mutter des Gnaeus Pompeius Magnus), Frau des Gnaeus Pompeius Strabo und Mutter des berühmten Politikers Gnaeus Pompeius Magnus

Lucilius ist auch das Cognomen von:
- Gaius Attius Alfianus Lucilius Ruga, römischer Offizier (2. Jahrhundert)
- Marcus Aurelius Lucilius, römischer Centurio (2./3. Jahrhundert)